# 伍代夏子
伍代 夏子（ごだい なつこ、1961年〈昭和36年〉12月18日 - ）は、東京都出身の演歌歌手、社会公益活動家、警察庁特別防犯支援官。夫は歌手で俳優の杉良太郎。

## 来歴

### 子供時代
東京都渋谷区代々木生まれ。代々木八幡にあった井ノ頭通り水道道路商店街の魚屋「市六水産」の次女。両親と4つ上の姉の4人家族で育つ。物心ついた頃から歌が大好きで、小学生になると歌詞と譜面が載った「歌本」を見ながら歌っていた。
実家は30坪の一軒家で、日当たりが悪いため洗濯物が乾きにくく、冬場は風呂の脱衣所が寒かった。そのため「両親に素敵な家を建ててあげたい」という目標をもち、将来は演歌歌手一択と決めていた。
渋谷区立富谷小学校、渋谷区立上原中学校卒業。鷗友学園女子高等学校在学中、渋谷でモデル事務所にスカウトされた。歌手デビューのきっかけが欲しい一心で、街頭で名刺を配っていたスカウトマンの前を30回ほど行ったり来たりしたという。事務所の紹介でボイストレーニングを受けていたところ、センチュリーレコードのディレクターの目に留まり、同社でレッスンを受けることになった。

### 下積み時代
1982年、「星ひろみ」として歌手デビュー。しかし当時の仕事はほぼスナックまわりの営業で、酔った客のセクハラに悩まされた。次第に人前で歌うことが苦痛になり、一時はストレスで円形脱毛症になった。デビューから4ヶ月後に突然事務所が倒産し、この生活から抜け出す。
ディレクターの計らいでレコード会社でOLとして働かせてもらい、経理の手伝いや出前の注文まで様々な仕事を担当。裏方の仕事を経験したことで、一人の歌い手が多くの人に支えられていることを実感した。同時に、一流歌手の人たちがどれだけ努力を重ねているのかを知ることができたという。
2年後、元プロ野球選手・平松政次のデュエット相手を探しているとの話が舞い込む。1985年に「加川有希」の名で歌手復帰し、平松とのデュエット「夜明けまでヨコハマ」で2度目のデビュー。平松は野球解説の仕事で忙しく、伍代が一人でキャンペーンに行き、平松の声入りのテープに合わせて歌っていた。
翌1986年、本名の「中川輝美」名義で新曲をリリース。この頃から衣装が着物になり本格的な演歌を歌うようになった。それまでは「24歳でまだ若いのに演歌なんて」と希望を却下されていた。星ひろみ時代から鳴かず飛ばずであったが、先述の夢を叶えるまでは「絶対に歌手として売れるしかない」という想いで歌い続けた。

### 「伍代夏子」誕生
1987年9月21日、レコード会社を移籍し3度目の改名をしてデビュー。芸名は五木ひろしと八代亜紀にあやかり、字画を考えて「五」に「亻」を付けた。現在では一般に使用される「美人演歌歌手」という言葉は、当時の伍代のキャッチフレーズである。
「戻り川」ではキャンペーンに明け暮れ、レコード会社の店頭や温泉施設の休憩所などで歌唱し、各場所でレコードを手売りした。一日で7、8か所まわることもあり、帰宅はいつも深夜だった。地道な努力もあり、同曲は35万枚を超えるヒットを記録した。
翌1988年、日本有線大賞と全日本有線放送大賞、いわゆる「東西有線」の最優秀新人賞をダブル受賞。同時受賞は演歌では初の快挙であった。下馬評では大手事務所所属の歌手が有力視されており、自分の名前が呼ばれても到底信じられず、立ち上がることができなかった。
1990年、「忍ぶ雨」の大ヒットによりNHK紅白歌合戦に初出場。出場の知らせを受けると毎日嬉し涙が出たが、本番は泣かずに歌い切ることができた。
1994年の初め、32歳のときの健康診断でC型肝炎のキャリアであることが判明したが、発症はしていなかったこともあり公表は控えた。
33歳の時、「両親に家をプレゼントする」という長年の夢を叶えた。

### 歌以外の活動へ
1999年、2時間ドラマ「霧の橋の決闘！みちのく紅花女と必殺男」(ABC系列)で時代劇ドラマに初出演。同年、26年間連れ添った前妻と1998年に離婚した杉良太郎と結婚し、17歳の歳の差婚が話題となった。以後、杉とはおしどり夫婦として知られ、杉のライフワークである福祉活動にも夫婦で取り組んでいる。
2005年よりNHK「それいけ！民謡うた祭り」にレギュラー出演し、初めて司会を担当。同年10月の秋の園遊会に出席し、以後数回出席している。
2010年、「鳴門海峡"うず潮"観光大使」に就任した。同年8月、C型肝炎を患っていることを公表。感染ルートは不明（輸血経験は無く、小学校あたりの予防注射ぐらいしか思い当たる節がないという）。2009年からインターフェロン投与による治療を行っており、同じC型肝炎患者への支援のために公表した。完治後、2012年から厚生労働省の肝炎対策特別大使を務めている。
2011年、夫の杉良太郎とともにエイベックス・マネジメントとの業務提携契約を締結。
2015年4月、歌手活動30周年記念として自叙伝「人生めぐり愛〜いまがいちばん幸せ〜」を出版。同年7月、「30周年記念コンサート〜心より感謝を込めて〜」を開催。また、諸外国との熱心な文化交流が認められ、外務大臣表彰を授与された。
2016年、夫の杉良太郎が発起人となり、議員連盟「演歌・歌謡曲を応援する国会議員の会」が発足。杉とともに、議員連盟後援コンサートの全公演に出演している。
2021年、2年ほど前から喉の違和感と歌や会話も困難な状況があり、喉のジストニアと診断されたことを公表した。
2022年、日本和装ホールディングス子会社のメインステージ社外取締役に就任。
2023年に7月25日を「伍代夏子の日」として、日本記念日協会が認定した。
2024年、詐欺撲滅運動の一環として金融機関の会合に出席、詐欺防止への協力を呼び掛けた。

## 人物

### 結婚の経緯・病気
人気歌手の仲間入りをしてからも居心地の良さから実家暮らしを続けたが、ある時このままだと恋愛すらできないことに気づく。これにより賃貸マンションで一人暮らしを始めた。しかし実家のすぐそばであったため、毎晩実家で夕食をとって風呂に入ってからマンションに帰宅する生活となった。
振り付けの師匠の勧めで杉良太郎の舞台を見に行った際、楽屋見舞いとしてエルメスの品を渡した。すると杉から「俺に気があるのかも」と勘違いされたことから、以後毎日のように杉から電話がかかってきた。当初は杉を恋愛対象とは思っておらず、芸能界の先輩として芝居談義や人生観の話に花を咲かせた。しかし、いつの間にか杉からの電話を待っている自分に気づき、交際に発展し、同居を始めた。
杉との交際は周囲に一切明かしていなかった。結婚が決まった際、坂本冬美と藤あや子に舞台のパンフレットを渡し「これに載ってる人と結婚するの」と報告。ページを捲りながら「ああでもない、こうでもない……」と予想を繰り返す2人に、伍代は「どこ見てんの、表紙よ！」と伝え、2人を驚かせた。
32歳でC型肝炎の感染が判明した時は、自覚症状が全くなかった。ただし発症はしておらず、当時の治療薬は副作用が強かったため、経過観察となった。48歳の時、改良型の薬が開発されて仕事を続けながら治療ができると聞き、治療を決断。事前に副作用は少ないと聞いていたが、実際には脱毛や貧血、微熱などの症状に苦しんだ。治療を続け、50歳ごろに病気を克服した。

### 社会貢献活動・国際交流など
杉が長年福祉活動に取り組んできたことから、伍代も社会貢献活動を行っている。2005年に新潟県中越地震の被災地・川口町を慰問。2011年に起きた東日本大震災の被災地支援として炊き出し・救援物資輸送や慰問を行い、2014年には「東北復興支援チャリティーコンサート」も開催。2017年、前年の熊本地震を受けて「杉良太郎と仲間たち　熊本慰問コンサート」に出演する。また、夫婦にはベトナムの養護施設で暮らす152人の養子がおり、経済的支援を行っている。
国際交流では、2002年の日韓合同チャリティーコンサート｢日韓夢の大響宴〜遅すぎた祭典〜｣や、2008年の「日越外交関係樹立35周年記念ハノイ・ホーチミン音楽祭」などに出演。2011年、総理大臣官邸にて「日越友好音楽祭 感謝状授与式」に出席し、感謝状を授与された。同じく2013年、日・ベトナム間の文化交流促進へ貢献し、その功績が称えられて外務大臣より感謝状を授与された。同年から、日本とASEAN10カ国のトップアーティストが集う「日・ASEAN音楽祭」の第1回・第2回に続けて参加。杉の呼びかけにより、安倍晋三・秋篠宮同妃両殿下の隣席のもと代表曲を歌唱した。
ほかにも2008年、警視庁「平成20年春の交通功労者等表彰式」にて特別功労賞を受賞。2015年には、警視総監感謝状を授与された。2018年に、夫・杉など著名人と共にオレオレ詐欺予防プロジェクトチーム「ストップ・オレオレ詐欺〜家族の絆作戦〜（SOS47）」を結成。同年、警視庁より「特別防犯支援官」を任命された。

### 不祥事
2001年5月、雑誌『特冊新鮮組』に「伍代さんが気に入らない杉さんの事務所従業員を次々と辞めさせた」などとする内容が掲載された。これにより名誉を傷つけられたとして、夫の杉と共に竹書房に9,000万円の損害賠償を求め、同社から伍代に400万円の慰謝料支払い命令が下された。
2007年、投資会社・エル・アンド・ジーの関連団体が主催するコンサートに出演、同社の詐欺事件に関与していたことが発覚。同社はターゲットである高齢者層に人気のある伍代らを広告塔に起用し、ホームページに伍代の写真を大きく掲載していた。被害対策弁護団は責任の有無を検討すべく、2度にわたって照会書を送付したが、伍代はいずれも回答しなかった。
2014年7月、他のウェブサイトに掲載されている写真を、自身のブログに無断で転載していることが発覚した。同月14日、伍代は謝罪してブログを閉鎖した。なお、夫の杉は歌手の権利保護のため改正著作権法の成立に奔走した関係者の一人である。

### その他
趣味は写真撮影・料理・ネイチャークラフト。
所属のソニー演歌部門は「美人演歌」を売りにしており、もっとも芸歴の長い伍代はその長姉的存在である（ほかに藤あや子・石原詢子が所属）。
2024年現在は卓球同好会「美魔女艶歌卓球部」を主宰している。
夫の杉によれば、伍代は男性的で江戸っ子らしく竹を割ったような性格で、情に厚く親孝行であり、相手に細やかな神経を使うことができるという。
漫画家・小林よしのりの『ゴーマニズム宣言』に何度か登場した。
V6の三宅健とは『第65回NHK紅白歌合戦』での共演がきっかけで交流が生まれた。
ガンプラ商品企画の「川口名人」こと川口克己は中学の同級生である。

## ディスコグラフィ

### シングル

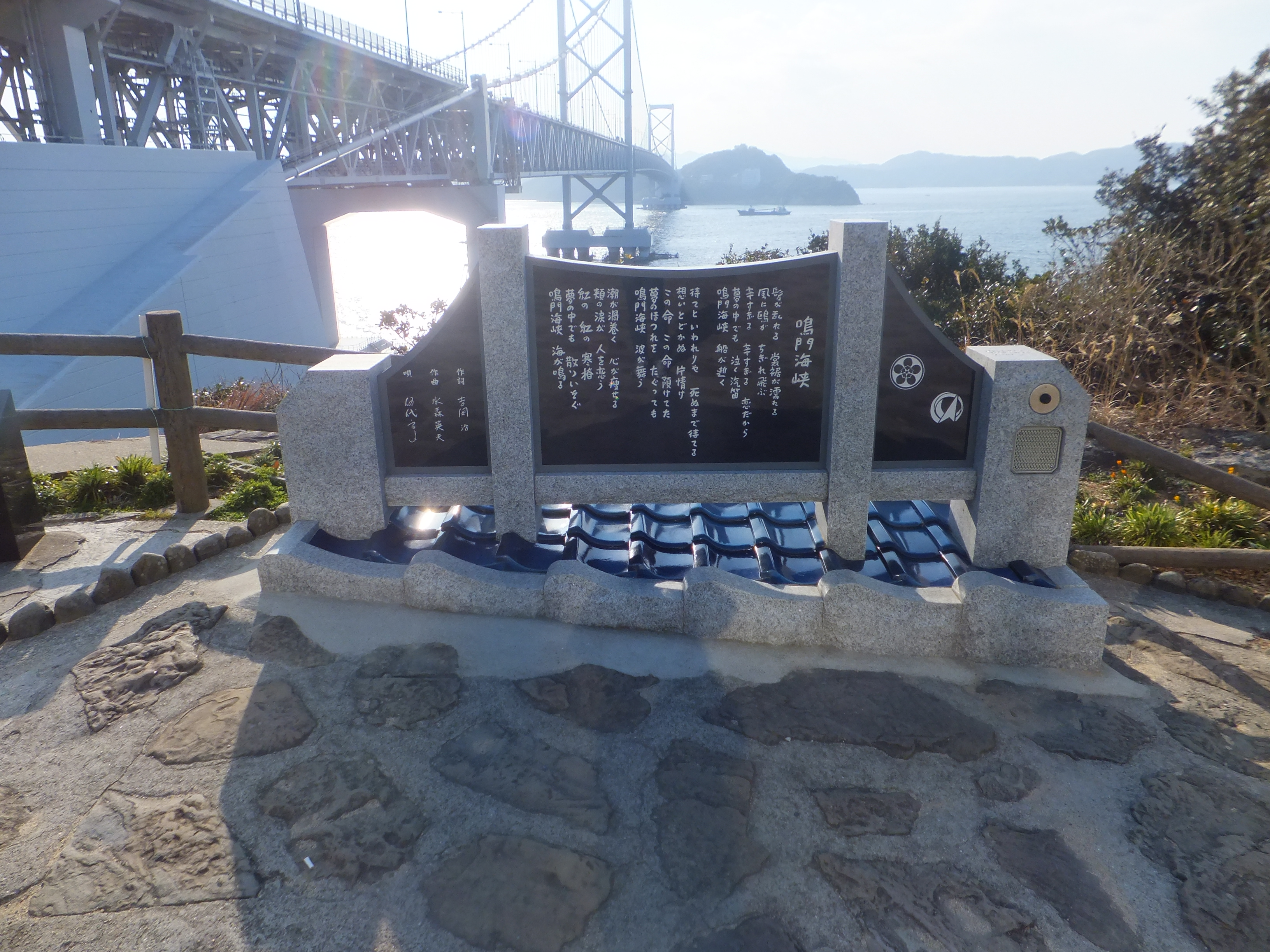
「鳴門海峡」の歌碑
道の駅うずしおで撮影

- 星ひろみ名義（センチュリーレコード）

| # | 発売日        | 曲順 | タイトル       | 作詞     | 作曲     | 編曲     | 規格品番 |
| - | ------------- | ---- | -------------- | -------- | -------- | -------- | -------- |
| 1 | 1982年 7月7日 | A面  | 恋の家なき子   | 藤本卓也 | 藤本卓也 | 藤本卓也 | 7AC-0003 |
| 1 | 1982年 7月7日 | B面  | このままずっと | 伊井田朗 | 藤本卓也 | 藤本卓也 | 7AC-0003 |

- 加川有希名義（センチュリーレコード）

| # | 発売日        | 曲順 | タイトル                  | 作詞         | 作曲         | 編曲   | 規格品番 |
| - | ------------- | ---- | ------------------------- | ------------ | ------------ | ------ | -------- |
| 1 | 1985年 8月5日 | A面  | ロマンティック しましょう | おおばまさと | 中曽根緑声   | 小谷充 | 7AC-0039 |
| 1 | 1985年 8月5日 | B面  | 鏡よ                      | おおばまさと | ほしのくにお | 小谷充 | 7AC-0039 |

- 中川輝美名義（センチュリーレコード）

| # | 発売日         | 曲順 | タイトル | 作詞         | 作曲   | 編曲     | 規格品番 |
| - | -------------- | ---- | -------- | ------------ | ------ | -------- | -------- |
| 1 | 1986年 7月21日 | A面  | 夢きずな | 荒木とよひさ | 岡千秋 | 斉藤恒夫 | 7AC-0050 |
| 1 | 1986年 7月21日 | B面  | 女の故郷 | 荒木とよひさ | 岡千秋 | 斉藤恒夫 | 7AC-0050 |

- 伍代夏子名義
  - 「江戸霧子」は、伍代のペンネーム。

| #  | 発売日          | 曲順 | タイトル                    | 作詞         | 作曲            | 編曲         | オリコン 最高順位 | レーベル          | 規格品番  |
| -- | --------------- | ---- | --------------------------- | ------------ | --------------- | ------------ | ----------------- | ----------------- | --------- |
| 1  | 1987年 9月21日  | A面  | 戻り川                      | 吉岡治       | 市川昭介        | 斉藤恒夫     | -                 | CBS ソニー        | 07SH-1976 |
| 1  | 1987年 9月21日  | B面  | 函館夢ごよみ                | 吉岡治       | 市川昭介        | 斉藤恒夫     | -                 | CBS ソニー        | 07SH-1976 |
| 2  | 1989年 6月21日  | A面  | 水なし川                    | 吉岡治       | 市川昭介        | 斉藤恒夫     | 31位              | CBS ソニー        | 07SH-3298 |
| 2  | 1989年 6月21日  | B面  | 雨のめぐり逢い              | 吉岡治       | 市川昭介        | 高田弘       | 31位              | CBS ソニー        | 07SH-3298 |
| 3  | 1990年 5月21日  | 01   | 忍ぶ雨                      | たきのえいじ | 市川昭介        | 前田俊明     | 12位              | CBS ソニー        | CSDL-3091 |
| 3  | 1990年 5月21日  | 02   | 浮雲                        | たきのえいじ | 市川昭介        | 前田俊明     | 12位              | CBS ソニー        | CSDL-3091 |
| 4  | 1991年 4月25日  | 01   | 恋挽歌                      | たきのえいじ | 市川昭介        | 池多孝春     | 12位              | Sony Records      | SRDL-3263 |
| 4  | 1991年 4月25日  | 02   | 夢しぐれ                    | たきのえいじ | 市川昭介        | 前田俊明     | 12位              | Sony Records      | SRDL-3263 |
| 5  | 1992年 4月22日  | 01   | 雪中花                      | 吉岡治       | 市川昭介        | 馬場良       | 13位              | Sony Records      | SRDL-3459 |
| 5  | 1992年 4月22日  | 02   | 雨情話                      | たかたかし   | 市川昭介        | 前田俊明     | 13位              | Sony Records      | SRDL-3459 |
| 6  | 1993年 4月21日  | 01   | 恋ざんげ                    | 吉岡治       | 猪俣公章        | 前田俊明     | 19位              | Sony Records      | SRDL-3637 |
| 6  | 1993年 4月21日  | 02   | はまなす恋唄                | 吉岡治       | 猪俣公章        | 前田俊明     | 19位              | Sony Records      | SRDL-3637 |
| 7  | 1994年 1月21日  | 01   | ひとり酒                    | たかたかし   | 水森英夫        | 前田俊明     | 13位              | Sony Records      | SRDL-3788 |
| 7  | 1994年 1月21日  | 02   | 月の宿                      | 竹田賢       | 竹田賢          | 池多孝春     | 13位              | Sony Records      | SRDL-3788 |
| 8  | 1994年 5月21日  | 01   | ふれあい                    | 杉江茂貞     | 弦哲也          | 丸山雅仁     | -                 | Sony Records      | SRDL-3851 |
| 9  | 1995年 4月1日   | 01   | 女のひとりごと              | 吉岡治       | 水森英夫        | 前田俊明     | 23位              | Sony Records      | SRDL-3975 |
| 9  | 1995年 4月1日   | 02   | 恋文                        | 吉岡治       | 水森英夫        | 前田俊明     | 23位              | Sony Records      | SRDL-3975 |
| 10 | 1995年 10月21日 | 01   | 北の舟唄                    | たきのえいじ | 弦哲也          | 前田俊明     | 25位              | Sony Records      | SRDL-4111 |
| 10 | 1995年 10月21日 | 02   | ごめん                      | たきのえいじ | 弦哲也          | 前田俊明     | 25位              | Sony Records      | SRDL-4111 |
| 11 | 1996年 4月21日  | 01   | 鳴門海峡                    | 吉岡治       | 水森英夫        | 馬場良       | 26位              | Sony Records      | SRDL-4182 |
| 11 | 1996年 4月21日  | 02   | おもかげ河                  | たきのえいじ | 水森英夫        | 前田俊明     | 26位              | Sony Records      | SRDL-4182 |
| 12 | 1997年 5月21日  | 01   | 憂愁平野                    | 吉岡治       | 弦哲也          | 馬場良       | 47位              | Sony Records      | SRDL-4364 |
| 12 | 1997年 5月21日  | 02   | 夢追い海峡                  | 山田孝雄     | 宮田城司        | 前田俊明     | 47位              | Sony Records      | SRDL-4364 |
| 13 | 1998年 3月11日  | 01   | 港恋唄                      | 吉岡治       | 弦哲也          | 池多孝春     | 30位              | Sony Records      | SRDL-4501 |
| 13 | 1998年 3月11日  | 02   | 冬牡丹                      | 吉岡治       | 弦哲也          | 丸山雅仁     | 30位              | Sony Records      | SRDL-4501 |
| 14 | 1999年 2月24日  | 01   | 風待ち湊                    | たかたかし   | 聖川湧          | 石倉重信     | -                 | Sony Records      | SRDL-4612 |
| 14 | 1999年 2月24日  | 02   | 水無月の雨                  | 里村龍一     | 弦哲也          | 前田俊明     | -                 | Sony Records      | SRDL-4612 |
| 15 | 2000年 1月26日  | 01   | はまなす酒場                | 吉岡治       | 弦哲也          | 石倉重信     | -                 | Sony Records      | SRDL-4676 |
| 15 | 2000年 1月26日  | 02   | 春の岬                      | 吉岡治       | 弦哲也          | 南郷達也     | -                 | Sony Records      | SRDL-4676 |
| 16 | 2000年 9月20日  | 01   | 満月                        | たきのえいじ | 杉本眞人        | 川村栄二     | 49位              | Sony Records      | SRDL-4696 |
| 16 | 2000年 9月20日  | 02   | かんにん                    | たきのえいじ | 杉本眞人        | 川村栄二     | 49位              | Sony Records      | SRDL-4696 |
| 17 | 2001年 4月25日  | 01   | 九十九坂                    | たきのえいじ | 八木架寿人      | 佐伯亮       | 47位              | Sony Records      | SRDL-4702 |
| 17 | 2001年 4月25日  | 02   | 寒つばめ                    | たきのえいじ | 八木架寿人      | 佐伯亮       | 47位              | Sony Records      | SRDL-4702 |
| 18 | 2002年 5月15日  | 01   | 都忘れ                      | 阿木燿子     | 平尾昌晃        | 若草恵       | 37位              | Sony Records      | SRDL-4712 |
| 18 | 2002年 5月15日  | 02   | 横顔慕情                    | 阿木燿子     | 平尾昌晃        | 若草恵       | 37位              | Sony Records      | SRDL-4712 |
| 19 | 2002年 9月19日  | 01   | お江戸チョイチョイ節        | 上田紅葉     | 四方章人        | 前田俊明     | -                 | Sony Records      | SRDL-4718 |
| 19 | 2002年 9月19日  | 02   | 捨てちゃ駄目です 人生は     | 上田紅葉     | 四方章人        | 前田俊明     | -                 | Sony Records      | SRDL-4718 |
| 20 | 2003年 3月19日  | 01   | 夜桜迷い子                  | 吉岡治       | 弦哲也          | 竜崎孝路     | -                 | Sony Records      | SRDL-4719 |
| 20 | 2003年 3月19日  | 02   | 愁止符                      | 吉岡治       | 弦哲也          | 竜崎孝路     | -                 | Sony Records      | SRDL-4719 |
| 21 | 2003年 10月1日  | 01   | 秘め歌                      | 吉岡治       | 弦哲也          | 南郷達也     | -                 | Sony Records      | SRCL-5608 |
| 21 | 2003年 10月1日  | 02   | 十六夜セレナーデ            | 吉岡治       | 弦哲也          | 宮崎慎二     | -                 | Sony Records      | SRCL-5608 |
| 22 | 2004年 5月19日  | 01   | ふたり坂                    | 仁井谷俊也   | 水森英夫        | 前田俊明     | -                 | Sony Records      | SRCL-6106 |
| 22 | 2004年 5月19日  | 02   | 越後草紙                    | たきのえいじ | 八木架寿人      | 佐伯亮       | -                 | Sony Records      | SRCL-6106 |
| 23 | 2005年 2月23日  | 01   | 浮世坂                      | 仁井谷俊也   | 水森英夫        | 前田俊明     | -                 | Sony Records      | SRCL-5884 |
| 23 | 2005年 2月23日  | 02   | こころ川                    | 仁井谷俊也   | 水森英夫        | 南郷達也     | -                 | Sony Records      | SRCL-5884 |
| 24 | 2006年 1月1日   | 01   | 金木犀                      | 麻こよみ     | 水森英夫        | 前田俊明     | 33位              | Sony Records      | SRCL-6117 |
| 24 | 2006年 1月1日   | 02   | 寒咲あやめ                  | 吉岡治       | 弦哲也          | 宮崎慎二     | 33位              | Sony Records      | SRCL-6117 |
| 25 | 2007年 3月28日  | 01   | 舟                          | たきのえいじ | 水森英夫        | 前田俊明     | 30位              | Sony Records      | SRCL-6525 |
| 25 | 2007年 3月28日  | 02   | えにし坂                    | たきのえいじ | 水森英夫        | 前田俊明     | 30位              | Sony Records      | SRCL-6525 |
| 26 | 2008年 2月20日  | 01   | 京都二年坂                  | 坂口照幸     | 大地良          | 前田俊明     | 37位              | Sony Records      | SRCL-6741 |
| 26 | 2008年 2月20日  | 02   | 恋しぐれ                    | 大地良       | 大地良          | 前田俊明     | 37位              | Sony Records      | SRCL-6741 |
| 27 | 2009年 2月4日   | 01   | 夜明け坂                    | 下地亜記子   | 弦哲也          | 南郷達也     | 32位              | Sony Records      | SRCL-6959 |
| 27 | 2009年 2月4日   | 02   | 風の道                      | 江戸霧子     | 弦哲也          | 南郷達也     | 32位              | Sony Records      | SRCL-6959 |
| 28 | 2010年 2月10日  | 01   | 紅一輪                      | 麻こよみ     | 水森英夫        | 南郷達也     | 43位              | Sony Records      | SRCL-7213 |
| 28 | 2010年 2月10日  | 02   | わかれ宿                    | 竹田賢       | 水森英夫        | 南郷達也     | 43位              | Sony Records      | SRCL-7213 |
| 29 | 2011年 2月2日   | 01   | 霧笛橋                      | 喜多條忠     | 水森英夫        | 前田俊明     | 42位              | Sony Records      | SRCL-7534 |
| 29 | 2011年 2月2日   | 02   | おんな夜景                  | 喜多條忠     | 水森英夫        | 前田俊明     | 42位              | Sony Records      | SRCL-7534 |
| 30 | 2012年 2月15日  | 01   | 海峡の宿                    | 喜多條忠     | 若草恵          | 若草恵       | 28位              | Sony Music Direct | MHCL-2014 |
| 30 | 2012年 2月15日  | 02   | 横濱エラヴィータ            | 友利歩未     | 都志見隆        | 宮崎慎二     | 28位              | Sony Music Direct | MHCL-2014 |
| 31 | 2013年 2月6日   | 01   | ほろよい酒場                | 森坂とも     | 水森英夫        | 前田俊明     | 44位              | Sony Music Direct | MHCL-2220 |
| 31 | 2013年 2月6日   | 02   | 恋夜雨                      | 喜多條忠     | 若草恵 江戸霧子 | 若草恵       | 44位              | Sony Music Direct | MHCL-2220 |
| 32 | 2014年 1月1日   | 01   | 女のまこと                  | 田久保真見   | 岡千秋          | 伊戸のりお   | 33位              | Sony Music Direct | MHCL-2414 |
| 32 | 2014年 1月1日   | 02   | 愛の橋                      | 喜多條忠     | 水森英夫        | 前田俊明     | 33位              | Sony Music Direct | MHCL-2414 |
| 33 | 2014年 9月24日  | 01   | 矢車草〜やぐるまそう〜      | 仁井谷俊也   | 徳久広司        | 前田俊明     | 48位              | Sony Music Direct | MHCL-2473 |
| 33 | 2014年 9月24日  | 02   | 江ノ電－白い日傘－          | 荒木とよひさ | 都志見隆        | 前田俊明     | 48位              | Sony Music Direct | MHCL-2473 |
| 34 | 2016年 1月6日   | 01   | 花つむぎ                    | 仁井谷俊也   | 徳久広司        | 前田俊明     | 20位              | Sony Music Direct | MHCL-2569 |
| 34 | 2016年 1月6日   | 02   | 淡雪牡丹                    | 仁井谷俊也   | 徳久広司        | 前田俊明     | 20位              | Sony Music Direct | MHCL-2569 |
| 35 | 2017年 1月25日  | 01   | 肱川あらし                  | 喜多條忠     | 船村徹          | 蔦将包       | 36位              | Sony Music Direct | MHCL-2673 |
| 35 | 2017年 1月25日  | 02   | 夢待ち港                    | 喜多條忠     | 船村徹          | 蔦将包       | 36位              | Sony Music Direct | MHCL-2673 |
| 36 | 2018年 2月7日   | 01   | 宵待ち灯り                  | 麻こよみ     | 四方章人        | 前田俊明     | 46位              | Sony Music Direct | MHCL-2736 |
| 36 | 2018年 2月7日   | 02   | 袖しぐれ                    | 麻こよみ     | 四方章人        | 前田俊明     | 46位              | Sony Music Direct | MHCL-2736 |
| 37 | 2019年 2月6日   | 01   | 暁                          | 松井五郎     | 杉本眞人        | 猪股義周     | -                 | Sony Music Direct | MHCL-2797 |
| 37 | 2019年 2月6日   | 02   | いつか雨上がる              | 松井五郎     | 杉本眞人        | 猪股義周     | -                 | Sony Music Direct | MHCL-2797 |
| 38 | 2020年 1月1日   | 01   | 雪中相合傘                  | 池田充男     | 弦哲也          | 南郷達也     | 48位              | Sony Music Direct | MHCL-2838 |
| 38 | 2020年 1月1日   | 02   | 拝啓 男どの                 | 池田充男     | 弦哲也          | 南郷達也     | 48位              | Sony Music Direct | MHCL-2838 |
| 39 | 2021年 7月21日  | 01   | 歌謡劇 雪中相合傘－科白編－ | 池田充男     | 弦哲也          | 飯田俊明     | -                 | Sony Music Direct | MHCL-2910 |
| 39 | 2021年 7月21日  | 02   | 雪中相合傘                  | 池田充男     | 弦哲也          | 南郷達也     | -                 | Sony Music Direct | MHCL-2910 |
| 40 | 2022年 7月20日  | 01   | 人生にありがとう            | 荒木とよひさ | 羽場仁志        | 林有三       | -                 | Sony Music Labels | MHCL-2964 |
| 40 | 2022年 7月20日  | 02   | 長崎ランデヴー              | 荒木とよひさ | 弦哲也          | 若草恵       | -                 | Sony Music Labels | MHCL-2964 |
| 40 | 2022年 7月20日  | 03   | 瀬田の夕暮れ                | 友利歩未     | 羽場仁志        | 宮崎慎二     | -                 | Sony Music Labels | MHCL-2964 |
| 41 | 2023年 5月31日  | 01   | 時の川                      | 田久保真見   | 徳久広司        | 南郷達也     | -                 | Sony Music Labels | MHCL-3036 |
| 41 | 2023年 5月31日  | 02   | 千本曼殊沙華                | 田久保真見   | 若草恵          | 南郷達也     | -                 | Sony Music Labels | MHCL-3036 |
| 42 | 2024年 5月22日  | 01   | いのちの砂時計              | 田久保真見   | 林哲司          | 萩田光雄     | -                 | Sony Music Labels | MHCL-3086 |
| 42 | 2024年 5月22日  | 02   | 虹の橋                      | 田久保真見   | 林哲司          | 萩田光雄     | -                 | Sony Music Labels | MHCL-3086 |
| 43 | 2024年 10月30日 | 01   | 渋谷百年総踊り              | 比嘉栄昇     | 比嘉栄昇        | 塩塚博       | -                 | Sony Music Labels | MHCL-3110 |
| 43 | 2024年 10月30日 | 02   | 夏子音頭 －REIWA mix－      | たきのえいじ | 猪俣公章        | 池多孝春     | -                 | Sony Music Labels | MHCL-3110 |
| 43 | 2024年 10月30日 | 03   | お江戸チョイチョイ節        | 上田紅葉     | 四方章人        | 前田俊明     | -                 | Sony Music Labels | MHCL-3110 |
| 44 | 2025年 7月23日  | 01   | しゃんしゃん牡丹            | 林あまり     | 若草恵          | 若草恵       | -                 | Sony Music Labels | MHCL-3139 |
| 44 | 2025年 7月23日  | 02   | 千年万葉の恋歌              | 朝倉翔       | 手使海ユトロ    | 手使海ユトロ | -                 | Sony Music Labels | MHCL-3139 |

#### デュエット・シングル
- 加川有希名義

| 発売日         | デュエット | 曲順 | タイトル           | 作詞           | 作曲     | 編曲   | レーベル              | 規格品番 |
| -------------- | ---------- | ---- | ------------------ | -------------- | -------- | ------ | --------------------- | -------- |
| 1985年 4月21日 | 平松政次   | A面  | 夜明けまでヨコハマ | ジェームス三木 | 野崎真一 | 小谷充 | センチュリー レコード | 7AC-0035 |
| 1985年 4月21日 | 平松政次   | B面  | ヨコハマ首ったけ   | ジェームス三木 | 野崎真一 | 小谷充 | センチュリー レコード | 7AC-0035 |

- 伍代夏子名義

| 発売日          | デュエット   | 曲順 | タイトル                | 作詞              | 作曲           | 編曲       | レーベル          | 規格品番  |
| --------------- | ------------ | ---- | ----------------------- | ----------------- | -------------- | ---------- | ----------------- | --------- |
| 1987年 11月21日 | 古舘伊知郎   | A面  | 男と女のはしご酒        | 魚住勉            | 馬飼野康二     | 馬飼野俊一 | CBS ソニー        | 07SH-2027 |
| 1987年 11月21日 | 古舘伊知郎   | B面  | ふたりの愛              | 矢真木良          | 馬飼野俊一     | 馬飼野俊一 | CBS ソニー        | 07SH-2027 |
| 2002年 10月9日  | ソル・ウンド | 01   | angel－天使を見つけた－ | 阿久悠            | 弦哲也         | 竜崎孝路   | Sony Records      | SRDL-4717 |
| 2002年 10月9日  | ソル・ウンド | 02   | ふたりだけの世界        | いではく          | イム・ジョンス | 竜崎孝路   | Sony Records      | SRDL-4717 |
| 2020年 7月1日   | 藤あや子     | 01   | いつもそばにいるよ      | 伍代夏子          | 藤あや子       | 小倉良     | Sony Music Direct | MHCL-2847 |
| 2020年 7月1日   | 藤あや子     | 02   | オンナノハナミチ        | 伍代夏子 藤あや子 | 藤あや子       | 小倉良     | Sony Music Direct | MHCL-2847 |

#### 企画シングル
- 香西かおり・伍代夏子・坂本冬美・長山洋子・藤あや子名義

| 発売日         | 曲順 | タイトル | 作詞         | 作曲     | 編曲            | レーベル     | 規格品番  |
| -------------- | ---- | -------- | ------------ | -------- | --------------- | ------------ | --------- |
| 1995年 4月26日 | 01   | 心の糸   | たきのえいじ | 杉本真人 | 若草恵 前田俊明 | Sony Records | SRDL-4015 |

### アルバム

#### オリジナル・アルバム
| 発売日         | タイトル                                                      | レーベル          | 規格品番      |
| -------------- | ------------------------------------------------------------- | ----------------- | ------------- |
| 1988年11月21日 | 戻り川                                                        | CBS・ソニー       | 32DH-5164     |
| 1989年9月21日  | 夢いくつ                                                      | CBS・ソニー       | 32DH-5299     |
| 1990年7月21日  | えれがんす                                                    | CBS・ソニー       | CSCL-1464     |
| 1990年7月21日  | えれがんす【愛蔵盤】                                          | CBS・ソニー       | CSCL-1465〜66 |
| 1991年6月21日  | くちべに                                                      | Sony Records      | SRCL-1968     |
| 1993年6月21日  | 哀艶歌〜市川昭介作品集〜                                      | Sony Records      | SRCL-2651     |
| 1995年6月21日  | オリジナル全集〜女のひとりごと〜                              | Sony Records      | SRCL-3234     |
| 1996年9月21日  | 夏子の路〜伍代夏子10周年記念アルバム〜                        | Sony Records      | SRCL-3680〜81 |
| 1999年6月19日  | 風待ち湊〜伍代夏子オリジナル・アルバム〜                      | Sony Records      | SRCL-4557     |
| 2001年9月19日  | 日本彩織                                                      | Sony Records      | SRCL-5160     |
| 2009年9月30日  | 歌手生活25周年記念特別盤 ノスタルジア                         | Sony Records      | SRCL-7135〜36 |
| 2015年7月22日  | 歌手生活30周年記念企画アルバム 夏子ものがたり〜人生めぐり愛〜 | Sony Music Direct | MHCL-2539     |

#### ベスト・アルバム
| 発売日         | タイトル                                                        | レーベル          | 規格品番      |
| -------------- | --------------------------------------------------------------- | ----------------- | ------------- |
| 1992年7月22日  | 特選集〜夏子ふたり〜                                            | Sony Records      | SRCL-2445     |
| 1994年6月1日   | パーフェクトコレクション'87〜'94                                | Sony Records      | SRCL-2917     |
| 2000年6月21日  | ベスト・コレクション                                            | Sony Records      | SRCL-4857     |
| 2001年6月20日  | ベスト・オブ・ベスト                                            | Sony Records      | SRCL-5099     |
| 2001年10月11日 | DREAM PRICE 1000 伍代夏子 忍ぶ雨                                | Sony Records      | SRCL-5221     |
| 2002年6月19日  | 最新ベスト                                                      | Sony Records      | SRCL-5368     |
| 2004年9月15日  | 歌手生活20周年記念スーパーシングルコレクション〜夏子 心もよう〜 | Sony Records      | SRCL-5985〜86 |
| 2006年7月21日  | スーパー・ベスト                                                | Sony Music Direct | DQCL-1117     |
| 2012年10月31日 | ベスト・セレクション                                            | Sony Music Direct | MHCL-2158     |
| 2013年2月6日   | カラオケ付きベスト                                              | Sony Music Direct | MHCL-2221     |
| 2014年11月12日 | ヒットコレクション                                              | Sony Music Direct | MHCL-2480     |
| 2015年6月24日  | 大全集〜シングルベスト〜                                        | Sony Music Direct | MHCL-2528〜29 |
| 2016年6月29日  | 秘蔵名曲全集〜カップリングコレクション〜                        | Sony Music Direct | MHCL-2604     |
| 2022年9月21日  | 芸能活動40周年セルフセレクション・ベスト〜人生にありがとう〜    | Sony Music Labels | MHCL-2980〜81 |
| 2024年11月6日  | ザ・ベスト                                                      | Sony Music Labels | MHCL-3111     |

- 全曲集シリーズ

| 発売日         | タイトル                                      | レーベル          | 規格品番  |
| -------------- | --------------------------------------------- | ----------------- | --------- |
| 1991年11月1日  | ヒット全曲集'92                               | Sony Records      | SRCL-2205 |
| 1992年11月1日  | 最新ヒット全曲集                              | Sony Records      | SRCL-2492 |
| 1993年11月1日  | ヒット全曲集'94                               | Sony Records      | SRCL-2770 |
| 1994年11月2日  | ヒット全曲集'95〜夏子の恋〜                   | Sony Records      | SRCL-3032 |
| 1995年11月1日  | ヒット全曲集'96                               | Sony Records      | SRCL-3381 |
| 1996年11月21日 | ヒット全曲集'97〜AB面スーパー・セレクション〜 | Sony Records      | SRCL-3700 |
| 1997年11月1日  | ヒット全曲集'98                               | Sony Records      | SRCL-4103 |
| 1998年10月31日 | ヒット全曲集'99                               | Sony Records      | SRCL-4394 |
| 1999年11月3日  | 最新ヒット全曲集                              | Sony Records      | SRCL-4673 |
| 2000年11月22日 | 最新ヒット全曲集16                            | Sony Records      | SRCL-4962 |
| 2001年11月21日 | 全曲集                                        | Sony Records      | SRCL-5261 |
| 2002年11月20日 | 全曲集                                        | Sony Records      | SRCL-5472 |
| 2003年11月19日 | 全曲集                                        | Sony Records      | SRCL-5633 |
| 2004年11月17日 | 最新ヒット全曲集                              | Sony Records      | SRCL-5842 |
| 2005年11月9日  | 最新ヒット全曲集'06                           | Sony Records      | SRCL-6068 |
| 2006年11月8日  | ヒット全曲集'07                               | Sony Records      | SRCL-6429 |
| 2007年11月7日  | 最新ヒット全曲集'08                           | Sony Records      | SRCL-6657 |
| 2008年11月26日 | 最新ヒット全曲集2009                          | Sony Records      | SRCL-6911 |
| 2009年11月18日 | 最新ヒット全曲集2010                          | Sony Records      | SRCL-7161 |
| 2010年11月10日 | 最新ヒット全曲集2011                          | Sony Records      | SRCL-7418 |
| 2011年11月16日 | 最新ヒット全曲集2012                          | Sony Music Direct | MHCL-1982 |
| 2013年11月6日  | 全曲集2014                                    | Sony Music Direct | MHCL-2358 |
| 2015年11月4日  | 全曲集2016                                    | Sony Music Direct | MHCL-2559 |
| 2016年11月9日  | 全曲集2017                                    | Sony Music Direct | MHCL-2642 |
| 2017年11月8日  | 全曲集2018                                    | Sony Music Direct | MHCL-2728 |
| 2018年11月7日  | 全曲集2019                                    | Sony Music Direct | MHCL-2788 |
| 2019年11月6日  | 全曲集2020                                    | Sony Music Direct | MHCL-2826 |
| 2020年11月4日  | 全曲集2021                                    | Sony Music Direct | MHCL-2863 |
| 2021年11月3日  | 特選演歌・ヒット全曲集                        | Sony Music Direct | MHCL-2943 |
| 2023年11月8日  | ベストヒット全曲集                            | Sony Music Labels | MHCL-3053 |

#### カバー・アルバム
| 発売日         | タイトル                               | レーベル          | 規格品番  |
| -------------- | -------------------------------------- | ----------------- | --------- |
| 2011年11月16日 | 夏子…心うた〜伍代夏子 名曲カバーベスト | Sony Music Direct | MHCL-1986 |
| 2016年8月24日  | 追憶〜RESPECT COVER〜                  | Sony Music Direct | MHCL-2629 |

#### ライブ・アルバム
| 発売日        | タイトル                             | レーベル     | 規格品番  |
| ------------- | ------------------------------------ | ------------ | --------- |
| 1991年7月25日 | 夢舞台〜伍代夏子ファースト・ライブ〜 | Sony Records | SRCL-2022 |

#### CD-BOX
| 発売日       | タイトル               | レーベル          | 規格品番      |
| ------------ | ---------------------- | ----------------- | ------------- |
| 2012年7月3日 | 演歌の華〜伍代夏子全集 | Sony Music Direct | DYCL-1849〜53 |

### 映像作品

#### ライブ
| 発売日        | タイトル                                                    | レーベル          | 規格 | 規格品番     |
| ------------- | ----------------------------------------------------------- | ----------------- | ---- | ------------ |
| 2005年8月24日 | 熱唱!伍代夏子 歌手生活20周年記念コンサート〜夏子 心もよう〜 | Sony Records      | DVD  | SRBL-1248    |
| 2012年8月29日 | 伍代夏子コンサート〜豪華2本立て〜                           | Sony Music Direct | DVD  | MHBL-202〜03 |
| 2016年1月6日  | 歌手生活30周年記念コンサート〜心より感謝を込めて〜          | Sony Music Direct | DVD  | MHBL-285     |

#### ミュージック・ビデオ
| 発売日         | タイトル                 | レーベル          | 規格 | 規格品番      |
| -------------- | ------------------------ | ----------------- | ---- | ------------- |
| 2008年11月12日 | ビデオ全曲集2009         | Sony Records      | DVD  | SRBL-1382〜83 |
| 2016年1月6日   | ビデオヒットコレクション | Sony Music Direct | DVD  | MHBL-286      |

### タイアップ曲
| 年             | 楽曲                 | タイアップ                            |
| -------------- | -------------------- | ------------------------------------- |
| 1998年〜2002年 | 冬牡丹               | NHK「コメディーお江戸でござる」挿入歌 |
| 1998年〜2002年 | 風待ち湊             | NHK「コメディーお江戸でござる」挿入歌 |
| 1998年〜2002年 | はまなす酒場         | NHK「コメディーお江戸でござる」挿入歌 |
| 1998年〜2002年 | 満月                 | NHK「コメディーお江戸でござる」挿入歌 |
| 1998年〜2002年 | お江戸チョイチョイ節 | NHK「コメディーお江戸でござる」挿入歌 |
| 2011年         | 霧笛橋               | ABCテレビ「エンカメ」EDテーマ         |
| 2012年         | 海峡の宿             | ABCテレビ「エンカメ」EDテーマ         |

## 出演

### NHK紅白歌合戦出場歴
| 年度   | 放送回 | 回 | 曲目              | 出演順 | 対戦相手               | 備考                         |
| ------ | ------ | -- | ----------------- | ------ | ---------------------- | ---------------------------- |
| 1990年 | 第41回 | 初 | 忍ぶ雨            | 23/29  | G-クレフ               |                              |
| 1991年 | 第42回 | 2  | 恋挽歌            | 7/28   | 冠二郎                 |                              |
| 1992年 | 第43回 | 3  | 雪中花            | 17/28  | 吉幾三                 |                              |
| 1993年 | 第44回 | 4  | 恋ざんげ          | 17/26  | TUBE                   |                              |
| 1994年 | 第45回 | 5  | ひとり酒          | 5/25   | 堀内孝雄               |                              |
| 1995年 | 第46回 | 6  | 北の舟唄          | 6/25   | 郷ひろみ               |                              |
| 1996年 | 第47回 | 7  | 鳴門海峡          | 24/25  | 五木ひろし             | トリ前                       |
| 1997年 | 第48回 | 8  | 憂愁平野          | 8/25   | 藤井フミヤ             |                              |
| 1998年 | 第49回 | 9  | 港恋唄            | 10/25  | 橋幸夫                 | 前半トリ                     |
| 1999年 | 第50回 | 10 | 風待ち湊          | 10/27  | TOKIO                  |                              |
| 2000年 | 第51回 | 11 | 満月              | 6/28   | 大泉逸郎               |                              |
| 2001年 | 第52回 | 12 | 九十九坂          | 12/27  | 布施明                 |                              |
| 2006年 | 第57回 | 13 | 金木犀            | 7/27   | スガシカオ             | 5年ぶりの出場                |
| 2007年 | 第58回 | 14 | 舟                | 11/27  | スキマスイッチ         |                              |
| 2008年 | 第59回 | 15 | 京都二年坂        | 3/26   | 北山たけし             |                              |
| 2009年 | 第60回 | 16 | 忍ぶ雨（2回目）   | 4/25   | 北山たけし (2)         |                              |
| 2010年 | 第61回 | 17 | ひとり酒（2回目） | 6/22   | 細川たかし             |                              |
| 2011年 | 第62回 | 18 | 金木犀（2回目）   | 8/25   | 猪苗代湖ズ             |                              |
| 2012年 | 第63回 | 19 | 恋ざんげ（2回目） | 10/25  | 舘ひろし               |                              |
| 2013年 | 第64回 | 20 | 金木犀（3回目）   | 5/25   | 三代目 J Soul Brothers | 夫の杉良太郎が審査席にて審査 |
| 2014年 | 第65回 | 21 | ひとり酒（3回目） | 8/26   | クリス・ハート         |                              |
| 2015年 | 第66回 | 22 | 東京五輪音頭      | 2/26   | Sexy Zone              |                              |

### テレビ番組
- コメディーお江戸でござる（1995年3月 - 2004年3月、NHK総合）準レギュラー
- 霧の橋の決闘!みちのく紅花女と必殺男」（1999年7月6日、ABC系列）
- コメディー道中でござる（2004年4月 - 2005年3月、NHK総合）準レギュラー
- それいけ!民謡うた祭り（2005年 - 2013年2月、NHK総合）司会
- 人生、歌がある（2020年4月 - 2021年2月、BS朝日）不定期出演（2021年4月 - 2024年3月、BS朝日）司会（2024年7月 - BS朝日）不定期出演
- えぇトコ　〝日本のアマルフィ”で海街めぐり〜和歌山市　雑賀崎〜（2025年6月12日、NHK大阪放送局）

### イベント
- 日本歌手協会歌謡祭（2017年・2019年、中野サンプラザ）（2021年 - 江戸川区総合文化センター）毎年司会を担当
- 歌の祭典2021春（2021年3月17日、メルパルク東京）司会

### ラジオ番組
- 伍代夏子のふれあい・女・恋模様（TBSラジオ）
- らじるラボ（2022年10月5日 - 2023年3月15日、NHKラジオ第1）水曜レギュラー
- ふんわり（2023年4月5日 - 、NHKラジオ第1）水曜メインパーソナリティ

### インターネット動画
- つか金フライデーDOUGA（みさんが！、2011年6月17日 - 9月22日　配信）

### CM
- カトキチの冷凍食品

## 受賞
1988年
- 第21回全日本有線放送大賞：最優秀新人賞
- 第21回日本有線大賞：最優秀新人賞

1989年
- 第22回全日本有線放送大賞：特別賞

1990年
- 第9回メガロポリス歌謡祭：演歌大賞女性部門
- 第16回全日本歌謡音楽祭：金賞
- 第17回横浜音楽祭：横浜音楽祭賞
- 第16回日本演歌大賞：演歌スター賞
- 第21回日本歌謡大賞：放送音楽賞
- 第23回全日本有線放送大賞：優秀スター賞
- 第23回日本有線大賞：有線音楽優秀賞

1991年
- 第10回メガロポリス歌謡祭：演歌メガロポリス賞、年間ロングセラー賞
- 第18回横浜音楽祭：横浜音楽祭賞
- 第17回日本演歌大賞：演歌スター賞
- 第22回日本歌謡大賞：放送音楽賞
- 第24回全日本有線放送大賞：優秀スター賞
- 第24回日本有線大賞：有線音楽優秀賞

1992年
- 第13回松尾芸能賞：優秀賞
- 第23回日本歌謡大賞：放送音楽賞
- 第25回全日本有線放送大賞：優秀スター賞

1994年
- 第27回全日本有線放送大賞：優秀スター賞

1995年
- 第28回全日本有線放送大賞：吉田正賞
- 第37回日本レコード大賞：特別賞

2016年
- 日本作曲家協会音楽祭2016：特別選奨

2017年
- 第50回日本作詞大賞：大賞

2019年
- 第一回日本演歌歌謡大賞：優秀賞

## 写真展
- 残像〜アフターイメージ〜（2021年10月1日 - 10月17日、tokyoarts gallery）
- つなぐ〜わたしたちのすべきこと〜（2025年1月8日 - 1月19日、ピクトリコ ショップ&ギャラリー）

## 著書
- 人生めぐり愛（2015年4月）